# Cori-Zyklus
Der Cori-Zyklus (benannt nach seinen Entdeckern, Gerty Cori und Carl Cori) beschreibt den Kreislauf von Glucose und deren Abbauprodukten zwischen Skelettmuskel und Leber. Die erweiterte Beschreibung bezieht die Stoffwechselwege der Gluconeogenese, der Glutaminsäure (Glu), Teile des Citratzyklus und den Harnstoffzyklus mit ein.
Der Skelettmuskel ist auch unter aeroben Bedingungen nicht in der Lage, Lactat wieder in Glucose umzuwandeln: es fehlen ihm die Enzyme der Gluconeogenese. Aus diesem Grunde besteht eine Zirkulation von Metaboliten zwischen Muskel und Leber – letztere verfügt über das entsprechende Enzym-Repertoire. In seiner ursprünglichen Form wurde dieser Organkreislauf als „Cori-Zyklus“ bezeichnet. Eine erweiterte Form desselben, der „Glucose-Alanin-Zyklus“, ist wohl von größerer Bedeutung, da er gleichzeitig einer Ammoniak-Vergiftung des Muskels vorbeugt, indem er dieses dem Entgiftungsapparat der Leber (dem Harnstoffzyklus) zuführt.

## Cori-Zyklus

Schema Cori-Zyklus

Bei Muskelbetätigung entsteht schnell ein gewisser Sauerstoffmangel im Muskel. Unter diesen eher anaeroben Bedingungen verlangsamt sich die Atmungskette im Mitochondrium und Energie wird hauptsächlich durch die Glycolyse erzeugt. Andererseits wird Pyruvat jedoch weniger über den Citratzyklus abgebaut. Stattdessen reagiert Pyruvat anaerob zu Milchsäure. Dabei wird NAD+ für die Glycolyse regeneriert.
Milchsäure wird als Lactat an den Blutkreislauf abgegeben – dieser Weg ist in der Abbildung verkürzt dargestellt (siehe Pyruvat). Die Leber nimmt Lactat aus dem Blut auf und wandelt es auf dem Wege der Gluconeogenese über Oxalacetat in Glucose zurück. Diese Glucose kann – je nach dem momentanen Status der Energieversorgung – dem Energiespeicher der Leber als Glykogen zugeführt oder an den Blutkreislauf abgegeben werden, um den Muskel erneut zu versorgen.
Dabei sollte jedoch beachtet werden, dass es sich hier nicht um einen geschlossenen Energie-Kreislauf handelt. In der Gluconeogenese in der Leber muss mehr Energie aufgewendet werden, als in der Glycolyse im Muskel erzeugt wird. Das liegt daran, dass bei der Gluconeogenese die stark endotherme Reaktion von Pyruvat zu Phosphoenolpyruvat (PEP) energieaufwendig umgangen wird, während die freiwerdende Energie bei der exothermen Reaktion von Fructose-1,6-BP zu Fructose-6-P bzw. Glucose-6-P zu Glucose nicht genutzt wird.
So müssen bei der Gluconeogenese aus Pyruvat für jedes Molekül Glucose 4 ATP, 2 GTP sowie 2 NADH aufgewendet werden. Bei der Glycolyse entstehen jedoch aus einem Molekül Glucose nur 2 ATP sowie 2 NADH.

## Glucose-Alanin-Zyklus

Überblick Glucose-Alanin-Zyklus

Proteine werden im Cytosol zu Aminosäuren abgebaut. Diese werden ihrerseits durch Transaminierung desaminiert und das verbleibende Kohlenstoffgerüst in den Citratzyklus eingeschleust.
Die Aminogruppe der Aminosäuren wird bei der Transaminierung vorübergehend auf den Cofaktor Pyridoxalphosphat (PLP) übertragen; PLP wird so zu Pyridoxaminphosphat (PAMP). Die Alanin-Aminotransferase (ALAT, ALT) (auch Glutamat-Pyruvat-Transaminase, GPT genannt) überträgt im Muskel die Aminogruppierung von PAMP auf Pyruvat. So entstehen Alanin und regeneriertes PLP, welches so wieder neue Aminogruppen aufnehmen kann.
Alanin wird über das Blut zur Leber transportiert, wo ALAT aus PLP und Alanin PAMP und Pyruvat macht, welches zur Gluconeogenese herangezogen werden kann und als Glucose wieder zurück zu den extrahepatischen Zellen geschickt wird.
Durch ALAT wird die Aminogruppe von PAMP auf α-Ketoglutarat transferiert. Das entstehende Glutamat wird in den Mitochondrien der Leberzelle durch Glutamatdehydrogenase (GLDH) zu α-Ketoglutarat und NH3, letzteres wird von der Carbamoylphosphat-Synthetase I mit CO2 zu Carbamoylphosphat umgewandelt, welches in den Harnstoffzyklus fließt.
Die zweite NH2-Gruppe des Harnstoffs wird durch ein Transaminierungsprodukt des Aspartat (Asp) geliefert, das seinerseits zu Arginin und Fumarat gespalten wird. Vom Arginin wird schließlich Harnstoff abgespalten. Fumarat kann über Malat und Oxalacetat zu Aspartat regeneriert werden (Aspartatzyklus). Harnstoff wird über die Niere ausgeschieden.
Im Gegensatz zum Cori-Zyklus wird beim Alanin-Zyklus nicht nur Kohlenhydrat regeneriert, sondern auch NH3 aus dem Muskel abtransportiert. Dafür muss in der Harnstoffsynthese der Leber allerdings auch Energie aufgewendet werden, um NH3 zu entsorgen.